# Revefenacina
Revefenacina, vendida sob a marca Yupelri, é um medicamento usado no tratamento de longo prazo da doença pulmonar obstrutiva crónica (DPOC). É usado inalando-o.
Os efeitos secundários comuns incluem tosse, infecção do trato respiratório superior, dor de cabeça e dor nas costas. Outros efeitos colaterais podem incluir reações alérgicas, broncoespasmo e retenção urinária. É um antagonista muscarínico de acção prolongada (LAMA).